# Супербол
Супербол (енгл. Super Bowl) је финална утакмица Националне фудбалске лиге (НФЛ). Супербол и повезани фестивали чине Супербол недељу, која је током година постала најгледанији телевизијски програм у Сједињеним Државама. Поред тога, многи популарни певачи и музичари наступају пре почетка и у паузи утакмице.
Први Супербол је одигран у Канзас Ситију 15. јануара 1967. као део уговора о спајању између НФЛ лиге и млађег ривала Америчке фудбалске лиге (АФЛ) у ком су прваци обе лиге играли један против другог. Након потпуног спајања 1970. Супербол је постао финална утакмица НФЛ лиге, која се играла између победника две лигашке конференције: Америчке фудбалске конференције (АФЦ) и Националне фудбалске конференције (НФЦ).

## Домаћини Супербола
Именовани „домаћи тим“ је наизменично НФЦ тим у непарним играма и АФЦ тим у парним играма. Овај наизменични приступ је започет са првим Суперболом, када су Паккерси били именовани домаћи тим. Без обзира на то да ли је домаћи или гостујући тим, сваки тим има свој логотип и натпис насликан у једној од крајњих зона. Именовани тимови у гостима освојили су 30 од 55 Суперболова до данас (приближно 55%).
| Град             | Супербол |
| ---------------- | -------- |
| Лос Анђелес      | ,        |
| Мајами           | ,        |
| Њу Орлеанс       | ,        |
| Хјустон          | ,        |
| Пасадена         | ,        |
| Понтијак         |          |
| Тампа            | ,        |
| Станфорд         |          |
| Сан Дијего       | ,        |
| Минеаполис       | ,        |
| Атланта          | ,        |
| Тампа            |          |
| Џексонвил        |          |
| Детроит          |          |
| Глендејл         |          |
| Арлингтон, Далас |          |
| Санта Клара      |          |

Петнаест различитих региона угошћава Супербол.
| Град/Регион                   | Бр. домаћин | Године домаћин                                                       |
| ----------------------------- | ----------- | -------------------------------------------------------------------- |
| Мајами метрополитанска област | 11          | 1968, 1969, 1971, 1976, 1979, 1989, 1995, 1999, 2007, 2010, 2020     |
| Њу Орлеанс                    | 10 (11)ˇ[›] | 1970, 1972, 1975, 1978, 1981, 1986, 1990, 1997, 2002, 2013, 2025ˇ[›] |
| Лос Анђелес                   | 7 (8)ˇ[›]   | 1967, 1973, 1977, 1980, 1983, 1987, 1993, 2022ˇ[›]                   |
| Тампа                         | 5           | 1984, 1991, 2001, 2009, 2021                                         |
| Феникс                        | 3 (4)ˇ[›]   | 1996, 2008, 2015, 2023ˇ[›]                                           |
| Сан Дијего                    | 3           | 1988, 1998, 2003                                                     |
| Хјустон                       | 3           | 1974, 2004, 2017                                                     |
| Атланта                       | 3           | 1994, 2000, 2019                                                     |
| Детроит                       | 2           | 1982, 2006                                                           |
| Сан Франциско                 | 2           | 1985, 2016                                                           |
| Минеаполис                    | 2           | 1992, 2018                                                           |
| Џексонвил                     | 1           | 2005                                                                 |
| Далас                         | 1           | 2011                                                                 |
| Индијанаполис                 | 1           | 2012                                                                 |
| Њујорк                        | 1           | 2014                                                                 |

Напомена: Наведене године су године у којима се игра стварно играла (или ће се игратиˇ[›]; будуће игре су означене курзивом), а не којој NFL сезона се сматра да припадају.

### Стадиони домаћини
Укупно 26 различитих стадиона, од којих је шест срушено, а један тренутно у фази рушења, били су домаћини или би требало да буду домаћин Супербола. Године наведене у табели испод су године у којима се игра стварно играла (играће сеˇ[›]), а не NFL сезона за коју се сматра јој припада.
| Стадијум                                                                                            | Локација                    | Бр. домаћин | Године домаћин                                     |
| --------------------------------------------------------------------------------------------------- | --------------------------- | ----------- | -------------------------------------------------- |
| Мерцедес-Бенз супердом, раније Луизијана супердом                                                   | Њу Орлеанс                  | 7 (8ˇ[›])   | 1978, 1981, 1986, 1990, 1997, 2002, 2013, 2025ˇ[›] |
| Хард Рок стадион, раније Џо Роби стадијум, Про плејер стадијум, Долфин стадијум, и Сан Лајф стадион | Мајами Гарденс, Флорида‡[›] | 6           | 1989, 1995, 1999, 2007, 2010, 2020                 |
| Оринџ Боул^[›]                                                                                      | Мајами, Флорида             | 5           | 1968, 1969, 1971, 1976, 1979                       |
| Роуз Боул                                                                                           | Пасадена, Калифорнија       | 5           | 1977, 1980, 1983, 1987, 1993                       |
| Тулејн стадион^[›]                                                                                  | Њу Орлеанс, Луизијана       | 3           | 1970, 1972, 1975                                   |
| Квалком стадион, раније Џек Марфи стадијум, сада познат као стадион^^[›]                            | Сан Дијего, Калифорнија     | 3           | 1988, 1998, 2003                                   |
| Рејмонд Џејмс стадион                                                                               | Тампа, Флорида              | 3           | 2001, 2009, 2021                                   |
| Стејт Фарм стадион, раније стадион Универзитета у Финиксу                                           | Глендејл, Аризона           | 2 (3ˇ[›])   | 2008, 2015, 2023ˇ[›]                               |
| Лос Анђелес меморијални колосеум                                                                    | Лос Анђелес, Калифорнија    | 2           | 1967, 1973                                         |
| Тампа стадион^[›]                                                                                   | Тампа, Флорида              | 2           | 1984, 1991                                         |
| Џорџија Доум^[›]                                                                                    | Атланта, Џорџија            | 2           | 1994, 2000                                         |
| стадион, раније Рилајант стадион                                                                    | Хјустон, Тексас             | 2           | 2004, 2017                                         |
| Рајс стадион                                                                                        | Хјустон, Тексас             | 1           | 1974                                               |
| Понтијак Силвердоум^[›]                                                                             | Понтијак, Мичиген           | 1           | 1982                                               |
| Станфорд стадион††[›]                                                                               | Станфорд, Калифорнија       | 1           | 1985                                               |
| Хуберт Х. Хамфри метродом^[›]                                                                       | Минеаполис, Минесота        | 1           | 1992                                               |
| Сан Девил стадион                                                                                   | Темпи, Аризона              | 1           | 1996                                               |
| Олтел стадион, Нови терен TIAA банке, раније Џексонвилски општински стадијум и ЕверБанк терен       | Џексонвил, Флорида          | 1           | 2005                                               |
| Форд Филд                                                                                           | Детроит, Мичиген            | 1           | 2006                                               |
| АТ&Т стадион                                                                                        | Арлингтон, Тексас           | 1           | 2011                                               |
| Лукас ојл стадион                                                                                   | Индијанаполис               | 1           | 2012                                               |
| МетЛајф стадион                                                                                     | Ист Радерфорд, Њу Џерзи     | 1           | 2014                                               |
| Левијев стадион                                                                                     | Санта Клара, Калифорнија    | 1           | 2016                                               |
| У.С. Банк стадион                                                                                   | Минеаполис, Минесота        | 1           | 2018                                               |
| Мерцедес-Бенз стадион                                                                               | Атланта, Џорџија            | 1           | 2019                                               |
| СоФи стадион                                                                                        | Инглвуд, Калифорнија        | 1ˇ[›]       | 2022ˇ[›]                                           |

^ ^: Стадион је сада срушен .

^ ^^: SDCCU стадион је тренутно у фази рушења .

^ ‡: Миами Гарденс је постао град 2003. године. Пре тога, стадион је имао адресу у Мајамију док је био у неукорпоративном округу Мијами-Дејд.

^ ††: Оригинални Станфорд стадион, који је био домаћин Супербола XIX, срушен је и замењен новим стадионом 2006. године.

^ ˇ: Будући Суперболи, такође су означени курзивом.